# Diego Angulo Íñiguez
Diego Angulo Íñiguez (Valverde del Camino, 18 luglio 1901 – Siviglia, 5 ottobre 1986) è stato uno storico dell'arte spagnolo.
Si laureò in lettere e filosofia all'Università di Siviglia continuando quindi i suoi studi a Londra e a Berlino. Nel 1925 ottenne la cattedra di storia dell'arte all'Università di Granada, passando in seguito a quella di Siviglia e, infine, all'Università di Madrid. Le sue opere riguardano per lo più studi su artisti spagnoli e sull'arte ispano-americana.

## Opere
- Historia del arte hispano-americano(1945)
- Historia del arte (1953)
- Pintura del renacimiento (1954)
- Juan de Borgoña by Juan de Borgoña (1954)
- José Antolínez (1957)
- Historia de la pintura española (1969)
- Retablo barroco : a la memoria de Francisco de la Maza (1974)
- A corpus of Spanish drawings (1975)
- Spanish drawings, 1400-1600 (1975)
- Murillo (1981)